# Poleanîțea, Bolehiv
Poleanîțea (în ucraineană Поляниця) este localitatea de reședință a comunei Poleanîțea din regiunea Ivano-Frankivsk, Ucraina.

## Demografie
Componența lingvistică a localității Poleanîțea
     Ucraineană (100%)
Conform recensământului din 2001, toată populația localității Poleanîțea era vorbitoare de ucraineană (100%).